# Оценка персонала
Систе́ма оце́нки персона́ла — это набор нескольких инструментальных систем, прочно связанных основными функциями управления персоналом:
- Подбор и расстановка персонала
- Мотивация, компенсации и льготы
- Обучение и развитие
- Работа с кадровым резервом
- Контроль и принятие кадровых решений

Оценка подразумевает наличие критериев оценки (компетенции, KPI) и шкалы оценки. Оценку персонала в бизнесе принято делить на:
- Оценку компетенций (знаний, умений, навыков, ценностей, личностных особенностей)
- Оценку результативности (достижение целей, бизнес-результатов, KPI)

Выделяют следующие методы оценки компетенций
- Комплексный компетентностный анализ
- Ассессмент-центр
- Тестирование
- Интервьюирование
- Деловые игры

Оценка психологических характеристик личности часто встречается при подборе персонала. Методики оценки ограничиваются тестированием и интервьюированием. Качество оценки зависит от квалификации специалиста, проводящего оценку.
Оценка знаний, умений и навыков чаще встречается при подборе и обучении персонала. Основные методики оценки — это тестирование и тренажеры, реже интервьюирование. Однако для оценки ряда навыков лучше подходят деловые игры. Качество оценки зависит от проработанности методической базы (тесты, кейсы) и компетентности экспертов, проводящих оценку.
Поведение — самый сложный объект оценки. Применяется во всех трех функциях HR. Оценка поведения проходит в рамках компетентностного подхода, разработанного Макклеландом в середине 70-х гг. XXв. Распространенным методом оценки компетенций является интервью по компетенциям (бихевиоральное, поведенческое интервью). Качество оценки полностью зависит от проработанности методической базы (модель компетенций) и компетентности экспертов, проводящих оценку. Вторым популярным методом оценки компетенций является ассессмент-центр, представляющих собой систему тестов, кейсов, деловых игр и интервью, направленную на комплексную оценку деловых и личностных качеств.
Оценка эффективности труда отличается тем, что прочно связана с бизнес-процессами компании и системой контроля. Иными словами, оценка эффективности — это обычно оценка, проводимая на стадии контроля персонала. Оценка эффективности — это оценка выполнения персональных KPI. KPI и мотивация персонала в системе ежемесячного контроля позволяют получать значительные конкурентные преимущества для вашей компании.

## Методы оценки персонала
Рассмотрим сами методы, которые можно использовать при оценке персонала. По направленности выделяют следующие виды методов:
Качественные методы — это методы, определяющие сотрудников без применения количественных показателей. Их еще называют описательными методами:
- матричный метод — самый распространенный метод, предполагает сравнение качеств конкретного человека с идеальными характеристиками для занимаемой должности;
- метод системы произвольных характеристик — руководство или кадровая служба просто выделяет самые яркие достижения и самые худшие ошибки в работе человека, и, сопоставляя их, делает выводы;
- оценка выполнения задач — элементарный метод, когда оценивается работа сотрудника в целом;
- метод «360 градусов» — предполагает оценку сотрудника со всех сторон — руководителями, коллегами, подчиненными, клиентами и самооценка;
- групповая дискуссия — описательный метод — которым предусматривается дискуссия сотрудника с его руководителями или экспертами в данной отрасли о результатах его работы и перспективах.

Комбинированные методы — это совокупность описательных методов с применением количественных аспектов:
- тестирование — это оценка по результатам решения заранее поставленных задач;
- метод суммы оценок, при котором каждая характеристика человека оценивается по определенной шкале, а потом выводится средний показатель, сравниваемый с идеальным;
- система группировки, при которой всех сотрудников делят на несколько групп — от тех, кто работает на отлично, и до тех, чья работа неудовлетворительна на фоне остальных;

Количественные методы — наиболее объективны, так как все результаты зафиксированы в числах:
- ранговый метод — несколько руководителей составляют рейтинг сотрудников, потом все рейтинги сверяются, и обычно самых низших сокращают;
- метод балльной оценки — за каждое достижение персонал получает определенное заранее количество баллов, которые по итогам периода суммируются;
- свободная балльная оценка — каждое качество сотрудника экспертами оценивается на определенное количество баллов, которые суммируются, и выводится общий рейтинг.

### Аттестация
Комплексной и совершенно самостоятельной методикой оценки персонала является аттестация.

### Метод Центра оценки
Все вышеуказанные методы в состоянии эффективно оценить лишь определенный аспект работы человека или его социально-психологических характеристик. В последнее время все чаще используется универсальный комплексный метод — метод Центров оценки, который вобрал в себя элементы многих методов, для достижения максимально объективного анализа персонала.
Данный метод имеет ряд критериев (чаще разработанные профили компетенций), по которым проводится оценка человека. Среди компетенций в качестве примера можно привести: обучаемость, умение делать устные и письменные обобщения, контактность, восприятие мнения окружающих, гибкость в поведении, внутренние нормативы, творческие характеристики, устойчивость к стрессовым ситуациям, энергичность, организованность, организаторские и управленческие способности  и т.д. Особенностью метода является наличие инструментов оценки компетенций, обеспечивающих оценку каждой компетенции не менее 2х раз, а каждого оцениваемого - не менее, чем 2мя подготовленными наблюдателями. Обычно в сценарии Центра оценки присутствует групповое задание (игра), ролевые упражнения (оцениваемый должен проявить некоторое свойственное ему в ряде ситуаций поведение), аналитические задания и презентации. Результаты Центра оценки подкрепляются проведением опросов и интервью.

### Система оценки по модели 360 градусов: перспективы внедрения в органах ГМУ
1. Система оценки в управлении персоналом — это комплекс мероприятий (процессов), носящих систематический характер и являющихся частью системы управления персоналом. Система оценки персонала показывает степень соответствия деятельности работников стандартам выполнения работ. То есть оценка персонала - это выявление уровня эффективности выполнения работниками своих должностных обязанностей.
2. В литературе можно заметить огромное множество методов оценки персонала, как количественных, так и качественных. Методы оценки персонала помогают выявить все явные и скрытые стороны сотрудников компании, а также личностные и профессиональные навыки и компетенции.
3. Оценка «360 градусов» – это получение данных о действиях человека в реальных рабочих ситуациях и о проявленных им деловых качествах. Информацию при этом получают от людей, которые общаются с этим человеком на разных уровнях: вышестоящего руководства, коллег и членов команды, прямых и функциональных подчинённых, внешних клиентов, поставщиков. Конкретные формы оценки могут варьироваться, но все оценивающие заполняют одинаковые бланки, и обработка результатов производится с помощью компьютеров, чтобы обеспечить анонимность.

Для эффективного применения данного метода может использоваться форма анкеты. Очень важно, чтобы анкета для оценки по методу «360 градусов» была построена на основе некоей универсальной для данной организации системы критериев. Только в этом случае полученную в результате анкетирования информацию можно сопоставить с другими, уже имеющимися данными. Также желательно, чтобы анкета предлагала экспертам не только выставить цифровые оценки, но и выбрать поведенческий индикатор, и привести пример. Таким образом, в результате оценки по методу «360 градусов» мы можем получить два вида информации: качественную и количественную. Качественная информация позволяет описать, как именно проявляет себя сотрудник на работе, а количественная даёт возможность сравнивать сотрудников друг с другом. Цель метода - получить всестороннюю оценку аттестуемого.
Преимущества данного метода:
- В определённых ситуациях позволяет более объективно судить о личностных и профессиональных качествах, знаниях и умениях сотрудника (не только руководитель может оценивать);
- Не только выявляет наличие качеств, но и показывает, как именно они проявляются в работе;
- Способствует сплочению команды и индивидуальному развитию работников;
- Позволяет получить всестороннее мнение (оценка);
- Каждый работник компании, независимо от статуса и занимаемой должности, получает оценку в числовом эквиваленте;
- Может использоваться как инструмент обратной связи;
- После получения результатов могут быть приняты решения об обучении, повышении квалификации сотрудника, повышении/понижении в должности.

Недостатки данного метода:
- Методика может не оценить конкретные результаты работы сотрудника;
- Зависимость от стиля управления (который используется руководством);
- Возникновение психологических трудностей и напряжённости у сотрудников (в случае получения результатов);
- Субъективность со стороны коллектива;
- Могут быть получены недостоверные сведения.

## Онлайн-оценка
Сегодня большинство инструментов оценки можно использовать дистанционно, в онлайн-формате.
Несмотря на наличие таких рисков, как искажение восприятия поведенческих реакций, это дает возможность оценить большое количество работников или соискателей, сэкономив время и деньги.
Применение виртуальных способов оценки целесообразно для крупных компаний, чьи подразделения распределены территориально